# Мишук, Анатолий Васильевич
Анатолий Васильевич Мишук (24 августа или 24 октября  1911, Санкт-Петербург — 23 августа 1994) — советский футболист, защитник, полузащитник.

## Биография
Мишук появился в ленинградском «Сталинце» перед стартом первого чемпионата СССР, перейдя вместе с Александром Зябликовым из команды ЛОС Ленинградского областного суда. Член трио полузащитников Зябликов — Мишук — Ивин. Будучи невысоким и худощавым, обладал сильным ударом с правой ноги. Был подвижен, азартен, старателен. Владел обеими ногами, мог сыграть и справа, и слева. Мастерски исполнял штрафные удары. В 1941 потерял место в основе «Зенита».
Во время Великой Отечественной войны остался в блокадном городе, работал токарем на ЛМЗ. В состоянии тяжёлой дистрофии принял участие в матчах 1942 года.
В 1939 принимал участие в матчах Кубка СССР, однако в финальной игре не участвовал. В победном для «Зенита» розыгрыше Кубка СССР 1944 года в матчах не играл.
В 1945 году перешёл в ленинградский «Спартак», в 1946 сыграл за команду 22 матча, забил 5 мячей, после чего завершил карьеру.
Затем работал в детской футбольной школе Калининского района. Воспитал таких футболистов, как Юрий Морозов и Владимир Голубев.
Похоронен на Северном кладбище Санкт-Петербурга.